# Elección presidencial de El Salvador de 1907
La elección presidencial de El Salvador de 1907 fue llevada a cabo el 19 de febrero de 1907.El general Fernando Figueroa fue elegido con el 99,76 por ciento de los votos. Su rival más cercano, Luis Alonso Barahona, obtuvo 222 votos frente a los 152.053 de Figueroa.